# Yvonne Orji
Yvonne Anuli Orji (Port Harcourt, Rivers; 2 de diciembre de 1983) es una actriz y comediante nigeriana-estadounidense. Es conocida por su papel en la serie de televisión Insecure (2016-2021), por la que fue nominada a un premio Primetime Emmy y tres premios NAACP Image.

## Vida y carrera
Orji nació el 2 de diciembre de 1983 en Port Harcourt, Rivers, Nigeria, de padres igbo, y creció en Laurel, Maryland, Estados Unidos. Pasó sus años de escuela secundaria en la pequeña ciudad de Lititz, Pensilvania, donde asistió a Linden Hall, el internado para niñas más antiguo del país. Criada como católica, Orji es ahora una devota protestante y ha declarado que permanecerá virgen hasta el matrimonio.
Obtuvo su Licenciatura en Artes Liberales y también una maestría en salud pública en la Universidad George Washington. Los padres de Orji esperaban que ella fuera médica, abogada, farmacéutica o ingeniera. Sin embargo, se inspiró para hacer comedia cuando era estudiante de posgrado cuando actuó como monólogo en la sección de talentos de un concurso de belleza.
Después de graduarse, en 2009, Orji se mudó a la ciudad de Nueva York para seguir una carrera en la comedia. En 2015, consiguió el papel de Molly en Insecure sin un agente ni experiencia real en actuación. En 2021, comenzó el desarrollo de una serie para Disney+ titulada First Gen. La serie está basada en su vida personal y está producida por Oprah Winfrey y David Oyelowo. Orji es el autor del libro Bamboozled by Jesus.
Dio un discurso en TEDxWilmingtonSalon en 2017 titulado "The wait is sexy". En la charla, explica sus razones para abstenerse de tener relaciones sexuales antes del matrimonio.
Fue coanfitriona de los Premios Emmy Internacionales 2021. También presentó la serie de telerrealidad de citas de comedia romántica My Mom, Your Dad, que se estrenó en HBO Max en 2022 y duró una sola temporada.
En 2023, Orji innterpreetó a Tess, la esposa separada del cazarrecompensas secreto Terry, un personaje recurrente en My Dad the Bounty Hunter. También en 2023, Orji había firmado un contrato preliminar de dos años con Sony Pictures Television.

## Esfuerzos caritativos
Fuera de su trabajo creativo, se dedica a la filantropía. En 2008 y 2009 pasó seis meses trabajando en Liberia después del conflicto, con Population Services International (PSI), una ONG que utiliza el marketing social en la adopción de comportamientos saludables. Mientras estuvo en Liberia, trabajó con un grupo de jóvenes talentosos para ayudar a crear un programa de tutoría, así como un programa de entrevistas semanal que ayudó a educar y prevenir la propagación del embarazo adolescente y el VIH/sida . Actualmente presta su tiempo y voz como embajadora (RED), campeona de alfabetización de Jumpstart y trabaja con JetBlue for Good.

## Filmografía

### Películas
| Año  | Título                       | Papel                | Notas        |
| ---- | ---------------------------- | -------------------- | ------------ |
| 2013 | Sex (Therapy) with the Jones | Moshinda             | Cortometraje |
| 2015 | Tempting Fate                | Mama Ugo             |              |
| 2018 | Night School                 | Maya                 |              |
| 2020 | Spontaneous                  | Agente Carla Rosetti |              |
| 2021 | Vacation Friends             | Emily Conway-Parker  |              |
| 2022 | The Blackening               | Morgan               |              |
| 2023 | Vacation Friends 2           | Emily Conway-Parker  |              |

### Televisión
| Año       | Título                   | Papel                     | Notas                                     |
| --------- | ------------------------ | ------------------------- | ----------------------------------------- |
| 2011      | Love That Girl!          | Njideka                   | Episodio: "Head Shrunk"                   |
| 2016–2021 | Insecure                 | Molly Carter              | 42 episodios                              |
| 2017      | Jane the Virgin          | Stacy                     | 2 episodios                               |
| 2017      | Flip the Script          | Ejecutivo de publicidad 1 | Episodio: "Mad Woman"                     |
| 2019      | A Black Lady Sketch Show | Auxiliar de vuelo         | Episodio: "Why Are Her Pies Wet, Lord?"   |
| 2020      | Momma, I Made It!        | Ella misma                | Especial de comedia de HBO                |
| 2021      | Yearly Departed          | Ella misma / Presentadora | Especial de comedia de Amazon Prime Video |
| 2022      | The Wonder Years         | Tammy                     | Episodio: "Love & War"                    |
| 2022      | A Whole Me               | Ella misma                | Especial de comedia de HBO                |
| 2023      | Velma                    | Gigi (voz)                | 8 episodios                               |
| 2023      | My Dad the Bounty Hunter | Tess (voz)                | 4 episodios                               |